# Maria Catarina Farnésio
Maria Catarina Farnésio (em italiano:  Maria Caterina Farnese; 18 de fevereiro de 1615 – 25 de julho de 1646) foi uma nobre italiana membro da Casa Farnésio. Tornou-se Duquesa de Módena e Régio como primeira mulher de Francisco I d'Este. Algumas fontes denominam-na apenas como Maria Farnésio.

## Biografia
Nascida em Parma era filha de Rainúncio I Farnésio, Duque de Parte e Placência, e de sua mulher, Donna Margarida Aldobrandini, sendo o sexto filho do casal e segunda filha.
A sua mãe, Margarida Aldobrandini, filha de Gianfrancesco e de Olimpia Aldobrandini, membros da família Aldobrandini de Roma, e a única herdeira da fortuna da família.
O seu irmão mais velho, Eduardo I Farnésio, veio a herdar o trono ducal de Parma e Placência.
Maria Catarina chegou a ser pensada para noiva de Carlos II de Inglaterra mas os planos de casamento nunca se chegaram a materializar e, em vez disso, Carlos II casou com Catarina de Bragança.
Maria Catarina ficou noiva de Francisco I de Módena, filho do defunto duque Afonso III e de Isabel de Saboia. O casamento realizou-se a 11 de janeiro de 1631 em Parma, e da união nasceram nove filhos, três dos quais tiveram geração.
Maria Catarina morreu a 25 de julho de 1646, durante o trabalho de parto, no no Palácio Ducal de Sassuolo, nos arredores de Módena, a residência de verão dos Duques de Módena.
O seu sobrinho, Rainúncio II Farnésio, Duque de Parma, veio a casar com duas filhas de Maria Catarina. Primeiro, em 1644, com Isabel e, quando enviuvou, voltou a casar com Maria em 1668. Isabel morreu durante o parto tal como sua mãe.
Depois da morte de Maria Catarina, o marido Francisco I de Módena, voltou a casar duas vezes. A primeira, em 1648, com Vitória Farnésio, irmã de Maria Catarina e, depois, com Lucrécia Barberini.

## Descendência
Do seu casamento com Francisco I d'Este, Maria Catarina teve 14 filhos:
1. Afonso (Alfonso) - Príncipe herdeiro de Módena, morreu na infância;
2. Afonso IV (Alfonso) (1634–1662) que casou com Laura Martinozzi, com geração;
3. Isabel (Isabella) (1635–1666) que casou com Rainúncio II Farnésio, Duque de Parma, com geração;
4. Leonor (Leonore) (1639–1640) morreu na infância;
5. Teobaldo (Tedaldo) (1640–1643) morreu na infância;
6. Américo (Almerigo) (1641–1660) militar, sem descendência;
7. Leonor (Eleonora) (1643–1722) sem aliança;
8. Maria (Maria) (1644–1684) casou com Rainúncio II Farnésio, Duque de Parma, com geração;
9. Teobaldo (Tedaldo) (1646) morreu na infância.

## Títulos e tratamentos
- 18 de fevereiro de 1615 – 11 de janeiro de 1631: Sua Alteza Maria Catarina Farnésio, Princesa de Parma e Placência;
- 11 de janeiro de 1631 – 25 de julho de 1646: Sua Alteza a Duquesa de Módena e Régio